# Dagmar Meyer
Dagmar Meyer, geborene Süß, (* 7. November 1931 in Grünhain; † 16. November 2021) war eine deutsche Mundartsprecherin und -autorin, die in erzgebirgischer Mundart schrieb.
Die in Bernsbach lebende Meyer war eine der bekanntesten Mundartautorinnen aus dem Erzgebirge. Sie verfasste zehn Mundartbücher, einen Roman, 50 Sketche und mehr als 30 Theaterstücke. Nachdem sie 1994 mit ihrem Mann an den Bayerischen Mundarttagen in Deggendorf teilgenommen hatte, initiierte sie die 1995 erstmals erfolgte Durchführung der Erzgebirgischen Mundarttage. Deren Organisation hatte sie bis 2003 inne. Dagmar Meyer lebte bis zu ihrem Tod in Bernsbach und verstarb dort am 16. November 2021. Sie wurde auf dem Bernsbacher Friedhof im engsten Kreis der Familie erdbestattet.  

## Werke (Auswahl)
- Heit is Hutznohmd kummt rei ihr Leit, 1993, ISBN 8855445588.
- Do bie iech itze baff! Mit Humor un Frohsinn durch unner Arzgebirg, Eigenverlag, 2002.
- Arzgebirg an dir hängt mei harz, Eigenverlag, 2006.